# Adobe InCopy
Adobe InCopy（アドビ インコピー）は、アドビが販売するDTPソフトウェアである。

## 概要
アドビが販売するDTP環境構築のためのソフトウェア。同じAdobe Creative Cloud (CC) というデザイン用アプリケーションソフト群のひとつである、Adobe InDesignというDTPソフトウェアと連携して、複数のメンバーが同時に作業を行なえる環境を作ることができる。クラウド上に保存したひとつのInDesignデータに対して、同時に複数のメンバーが、それぞれ異なる作業を行った結果を保持することができる。最終的には、どの作業を反映させ、どの作業を反故にするかの選択が可能となる。
また、レイアウトソフトであるInDesignとは異なり、データ（InCopyでは'ストーリー'と呼ぶ）の表示形式として、使用目的に応じた3つのビューを持っている。ひとつ目は、最終レイアウトに基づいた文章だけを表示するゲラビュー、ふたつ目はレイアウトにかかわらず、文章だけを連続して表示させるストーリービュー、最後は完成形のレイアウトを表示させるレイアウトビューの3つである。これらのビューを切り替えることにより、デザイナー、執筆者、編集者など、それぞれの立場に応じた使いやすい表示をさせることができることが大きな特徴である。
印刷物の版下作製においては、文章や画像、図などのレイアウトを行ない、紙面の構成を決めることになるが、執筆者はそれらの配置には直接のかかわりを持つことが少ない。InCopyは、これらInDesignに搭載されている機能のうち、執筆者や編集者に不要な機能を取り除いたものと考えられる。
実際には、デザイナーがInDesignで紙面のレイアウトを作成しておき、それをクラウドにアップロードしておく。執筆者はそのデータをInCopyで開き、テキスト領域に文書を入力していく。こうすることで、文字数制限やレイアウトによる文字の増減に左右されることなく、文章を作成・修正することができる。InCopyを利用することで、このような先割レイアウトと呼ばれる編集方式において、各役割をスムーズに進行させることができるようになる。

## バージョン
- InCopy CS2 ：2005年5月
- InCopy CS3 ：2007年4月
- InCopy CS4 ：2008年12月
- InCopy CS5 ：2010年5月
- InCopy CS6 ：2012年5月
- InCopy CC ：2013年6月
- InCopy CC 2014 ：2014年6月
- InCopy CC 2015 ：2015年6月